# Joan I de Castella
Joan I de Castella (Épila (Saragossa) o Tamarit de Llitera (Osca), 1358 - Alcalà d'Henares, 1390) fou rei de Castella (1379-1390) i rei consort de Portugal (1383-1385).

## Orígens familiars
Fill primer d'Enric II de Castella i Joana Manuel. Va néixer el 20 d'agost de 1358 durant el desterrament del seu pare a Aragó per les seves lluites amb Pere I de Castella.

## Núpcies i descendents
El 18 de juny de 1375 es casà a la catedral de Sòria amb Elionor d'Aragó, filla del rei d'Aragó Pere el Cerimoniós i la seva tercera muller Elionor de Sicília, tal com s'havia acordat al tractat d'Almazán. D'aquesta unió nasqueren:
- l'infant Enric III de Castella (1379-1406), rei de Castella
- l'infant Ferran I d'Aragó (1380-1416), comte de Barcelona i rei d'Aragó
- la infanta Elionor de Castella (1382-?), morta jove

El 17 de maig de 1383 es casà a la catedral de Badajoz amb Beatriu de Portugal, filla de Ferran I de Portugal. D'aquesta unió nasqué:
- l'infant Miquel de Castella (1384-1385), coronat príncep de Portugal

## Vida política
Va lluitar al costat dels francesos contra el Regne d'Anglaterra durant la Guerra dels cent anys.
Va lluitar contra el Regne de Portugal, el tron del qual ambicionava a la mort de Ferran I de Portugal, pare de la seva esposa Beatriu de Portugal, sense fills mascles. Beatriu fou reina titular de Portugal entre 1383 i 1385, uns anys en els quals regnà l'anarquia a Portugal. Beatriu i Joan I de Castella foren aclamats pel poble portuguès per davant del germà il·legítim de Ferran I de Portugal, Joan I de Portugal. Per la seva derrota en la batalla d'Aljubarrota de 14 d'agost de 1385 perdé totes les opcions.
Va continuar tenint problemes amb Joan de Gant, problemes que ja havia patit el seu pare, per la reclamació dels drets dinàstics de la seva esposa Constança de Castella, hereva legítima del rei Pere I de Castella. Per tal d'acabar amb les disputes, el rei Joan I va arranjar el 1387 el casament del seu fill gran Enric amb Caterina, filla de Constança i Joan de Gant.
Va morir el 9 d'octubre de 1390 a Alcalà d'Henares a causa de la caiguda d'un cavall que li havien regalat.